# Moulis (AOC)
Pour les articles homonymes, voir Moulis et Médoc (homonymie).
Le  moulis, ou moulis-en-médoc (les deux formes sont autorisées par le cahier des charges), est un vin rouge français d'appellation d'origine contrôlée produit autour du village de Moulis-en-Médoc dans le Médoc, une des subdivisions du vignoble de Bordeaux.
C'est une des appellations communales du vignoble du Médoc, au sud de l'appellation listrac-médoc, un peu éloignée de l'estuaire. En 2008, le vignoble s’étendait sur 630 ha et produit en moyenne 23 830 hl, soit un rendement de 38 hl/ha.

## Historique
Appartenant au vignoble du Médoc, l'appellation partage son histoire avec ses voisines. Le défrichement et la mise en valeur du Médoc ne datent que des XVIe et XVIIe siècles. Les vins de cette région se font progressivement connaitre et leur renommée franchit les frontières.
L'AOC est reconnue officiellement par le décret du 14 mai 1938. Le cahier des charges est modifié dernièrement en octobre 2009, puis en décembre 2011, en juin 2016 et enfin en mars 2021.

## Situation

Carte des vignobles du Médoc (au nord) et des Graves (au sud) de part et d'autre de l'agglomération bordelaise, montrant les différentes aires d'appellation. Celle du moulis est en orange.

### Aire de production
L'appellation est circonscrite aux limites de la commune de Moulis-en-Médoc et quelques parcelles sur les communes de Arcins, Avensan, Castelnau-de-Médoc, Cussac-Fort-Médoc, Lamarque et Listrac-Médoc. Le vignoble est situé un peu en retrait de la Gironde.

### Géologie et orographie
Le vignoble est établi sur des croupes graveleuses. Cette formation rocheuse est issue de dépôts sédimentaires du Quaternaire qui surmontent une roche mère de sables et limons des Landes de Gascogne. Ces graves viennent de l'érosion des Pyrénées et du Massif central. Elles sont constituées de sables et graviers mêlés d'argile,. C'est une roche où l'eau est bien drainée et relativement pauvre. La vigne doit ainsi plonger ses racines en profondeur pour y puiser ses nutriments ; c'est un des aspects de la qualité de ce vignoble.

### Climatologie
Le climat est typiquement océanique tempéré comme le montrent les moyennes de la station Météo-France de Mérignac (voir vignoble du Médoc#Climatologie).

## Vignoble

### Encépagement

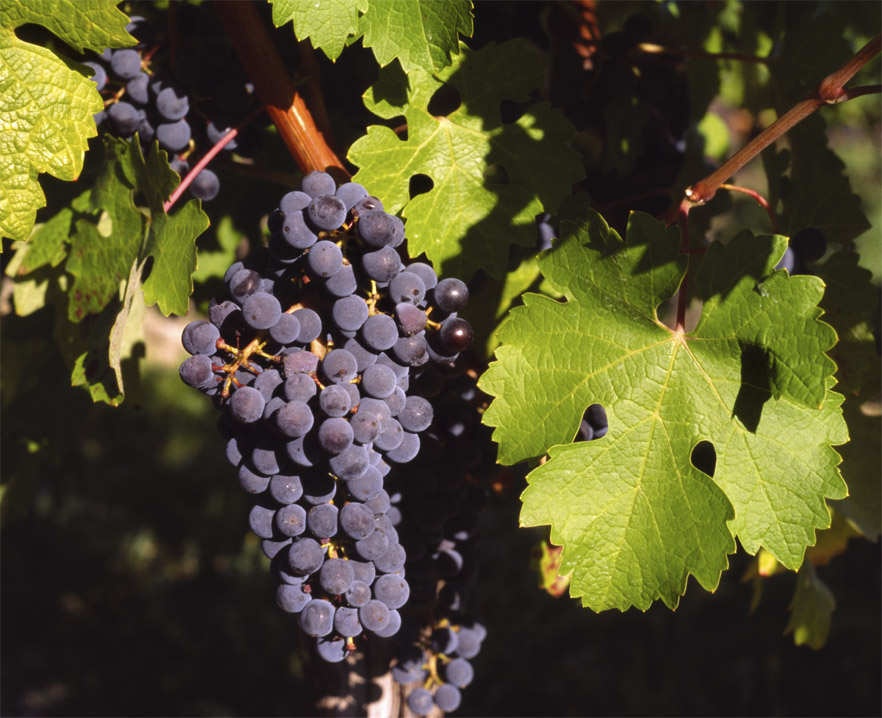
Grappe mûre de cabernet sauvignon N.

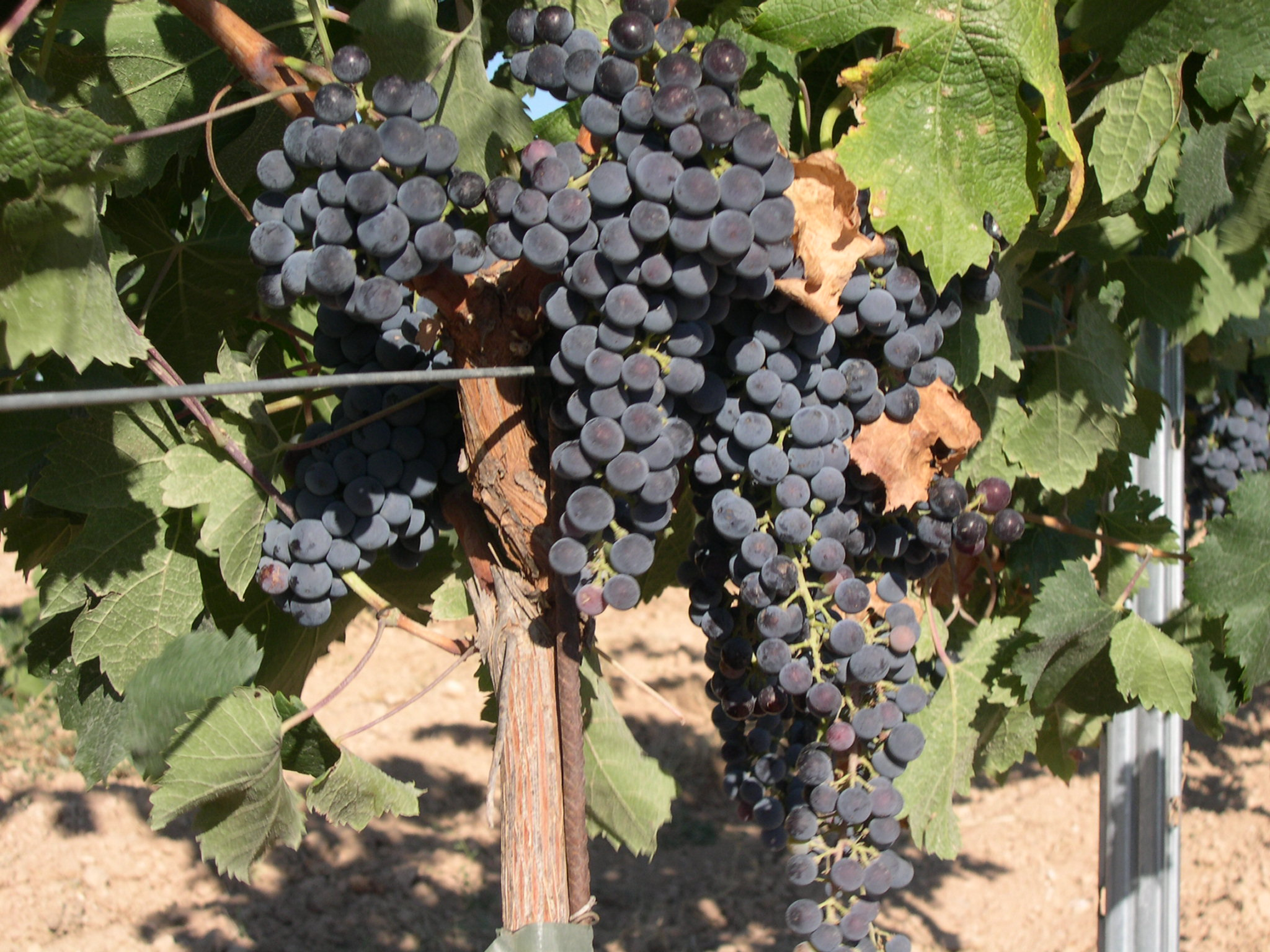
Grappes mûres de merlot N.

Les cépages autorisés sont : cabernet franc N, cabernet sauvignon N, carménère N, côt N, merlot N et petit verdot N.
Dans les faits, le cabernet sauvignon et le merlot représentent la grande majorité de l'encépagement à parts à peu près égales. Le cabernet sauvignon N est particulièrement qualitatif sur ce terrain. Il y donne des vins très puissants, rouge sombre, à la capacité de garde très importante. Le merlot N contribue en assouplissant le vin, le rendant plus flatteur jeune. Les autres cépages sont choisis pour étoffer la structure tannique ou la complexité aromatique.

### Pratiques viticoles
La densité de plantation est de 7 000 pieds par hectare au minimum. L'écartement entre rangs ne doit pas dépasser 1,5 mètre ni être inférieur à 0,8 mètre entre pieds dans le rang.
La taille de la vigne doit obligatoirement être faite avant le stade de développement des premières feuilles étalées. Elle peut être en Guyot ou en cordon de Royat (tailles localement appelées respectivement « à astes » et « à cot ») La charge en raisin est limitée à 9 500 kg par hectare, soit une limite de 12 grappes par cep pour le petit verdot en taille en cordon et éventail, et 10 grappes pour les autres cas.
Les parcelles sont entretenues par le vigneron. L'herbe est coupée court ou traitée aux herbicides pour éviter un maintien de l'humidité au niveau des grappes. Le feuillage est traité contre les maladies cryptogamiques (mildiou, oïdium, excoriose…). Les vignes à l'état d'abandon n'ont pas le droit à l'appellation.
Afin de préserver un terroir particulier, les modifications du reliefs, en particulier celle des strates pédologiques, entraine le retrait de la zone d'appellation de la parcelle de terrain.

### Irrigation
Elle peut être exceptionnellement autorisée. Dans ce cas, elle est réservée aux conditions particulières de sècheresse d'un millésime et peut avoir lieu du 15 juin au 15 août, ce qui correspond aux stades de développement de la vigne « fermeture de la grappe » (grains formés qui se touchent) et « véraison » (le raisin change de couleur).
Cette autorisation est demandée par l'organisme de défense et de gestion de l'appellation auprès de l'INAO, motivée par des données climatiques et de l'état des vignes qui nécessitent la mesure. Le directeur de l'INAO peut accorder la dérogation après avis du Comité régional INAO de Toulouse-Pyrénées. Le viticulteur qui le juge nécessaire s'engage à déclarer les parcelles irriguées avec la surface et le cépage à l'organisme d'inspection, et le matériel d'irrigation ne doit pas être enterré.

### Récolte
La récolte peut être manuelle avec tri de la vendange, ou effectuée à l'aide d'une machine à vendanger. Le transport du raisin se fait en benne à vendange jusqu'au chai. Le raisin est considéré à bonne maturité lorsque le raisin présente une richesse en sucre d'au moins 189 grammes par litre pour le merlot et 180 grammes par litre pour les autres cépages. Une fois vinifié, le vin doit présenter un degré alcoométrique minimum de 11 % en volume.
Le rendement est limité par le cahier des charges à un maximum de 57 hectolitres par hectare, avec la possibilité de monter jusqu'au rendement butoir de 63 hl/ha (soit les mêmes limites que pour produire le listrac-médoc, le saint-estèphe, le margaux, le saint-julien et le pauillac).
Les rendements moyens déclarés ont été, pour l'ensemble de l'appellation :
| Année | Superficie (ha) | Production (hl) | Rendement (hl/ha) |
| ----- | --------------- | --------------- | ----------------- |
| 2017  | 615             | 12 278          | 19                |
| 2018  | 603             | 21 775          | 36                |
| 2019  | 589             | 24 015          | 40                |
| 2020  | 585             | 18 456          | 32                |
| 2021  | 598             | 17 794          | 30                |
| 2022  | 578             | 20 636          | 36                |
| 2023  | 572             | 19 292          | 34                |
| 2024  | 513             | 14 812          | 29                |

## Vins

### Vinification
À la réception du raisin au chai, le raisin peut ou non passer par l'éraflage et le foulage avant d'être mis en cuve. La fermentation alcoolique se déroule sous l'action des levures naturelles du raisin ou avec des levures du commerce introduites lors du levurage. Le contrôle de la température de la vendange permet de piloter la fermentation et d'extraire au mieux le potentiel en couleur et tannins contenu dans la pellicule du raisin.
L'utilisation de benne à vendange autovidante avec pompe à pelette et celle de pressoirs de type continu est interdite.
Le vin peut être enrichi par chaptalisation ou concentration du moût ; dans ce dernier cas, le volume soustrait ne peut dépasser 15 % du volume total. Le vin enrichi ne doit pas dépasser 13 % de volume, mais en année exceptionnelle, le degré peut être supérieur s'il est naturel (issu du seul sucre des raisins).
La macération de la vendange dure de deux à quatre semaines. Ensuite, le vin est écoulé et le marc de raisin est pressuré. Le vin de presse peut être assemblé si ses qualités le justifient. C'est à ce stade que se passe l'assemblage entre les cépages de l'appellation. Aucune règle de proportion n'est imposée par le cahier des charges de l'appellation.
Le vin est ensuite mis en cuve ou en barrique dans une cave à l'abri des brusques changement de température. Là, le vin va vieillir lentement, juste troublé tous les trois mois environ par un soutirage destiné à apporter un peu d'oxygène nécessaire à son évolution et pour enlever les lies. Il doit être élevé au moins jusqu'au 31 août de l'année qui suit la récolte. La commercialisation n'est donc autorisée qu'à partir du lendemain premier septembre.

### Normes analytiques
Le taux d'acide malique doit être inférieur à 0,2 gramme par litre avant commercialisation. (la fermentation malolactique doit avoir eu lieu) La quantité de sucres fermentescibles doit être inférieure à 3 grammes par litre. (la fermentation alcoolique doit être achevée) L'acidité volatile doit être inférieure à 12,25 milliéquivalents si le vin est conditionné avant le 1er octobre suivant la récolte. Si le vin est conditionné plus tard, l'acidité volatile peut atteindre 16,33 milliéquivalents. Le taux de SO2 (sulfite) est limité à 140 milligrammes par litre.

### Hiérarchie des prix
Le prix de vente des vignes ayant droit à l'appellation moulis est officiellement en 2023 de 70 000 euros l'hectare en moyenne (variant entre 40 000 et 90 000 €), ce qui est supérieur aux prix pour l'appellation listrac qui est à 40 000 € l'ha en moyenne (variant entre 20 000 et 60 000 €) et proche du haut-médoc à 50 000 € (de 30 000 à 140 000 €). Pour les autres appellations communales, les prix s'envolent : 500 000 € pour du saint-estèphe (de 300 000 à 1,2 million), 1,5 million pour du margaux (de 1 à 2,5), 1,8 pour du saint-julien (de 1,2 à 2) et 3 millions d'€/ha pour du pauillac (2,2 jusqu'à 4,5, des prix qu'on ne retrouve que pour du pomerol ou quelques grands crus bourguignons). On est loin du prix pour un hectare de l'appellation générique bordeaux rouge à 9 000 €/ha (de 4 000 à 17 000) ou de la terre agricole en Gironde qui est à une moyenne de 7 590 €/ha.
Pour une comparaison entre les appellations, on peut aussi prendre les prix pratiqués en vrac (en € pour une tonneau de 900 litres) officiellement pour le calcul des fermages en 2023, qui fournissent une hiérarchie :
- 833,5 € (92,5 €/hl) pour du bordeaux rouge ;
- 1 329,5 € (147.5 €/hl) pour du médoc ;
- 1 588,5 € (176.5 €/hl) pour du haut-médoc ;
- 1 812,5 € (201.5 €/hl) pour du listrac ou du moulis ;
- 5 278,5 € (586.5 €/hl) pour du saint-estèphe ;
- 8 933 € (992.5 €/hl) pour du margaux ;
- 7 648 € (850 €/hl) pour du saint-julien ;
- 9 304 € (1 034 €/hl) pour du pauillac.

Les prix dans le commerce sont évidemment bien plus élevés, variant considérablement en fonction du nom du producteur.

### Liste de domaines
Cinq producteurs de moulis ont été sélectionnés comme crus bourgeois du classement 2025 (et aucun comme cru artisan) :
- Château Biston-Brillette (cru bourgeois supérieur) ;
- Château Guitignan ;
- Château Lalaudey (cru bourgeois supérieur) ;
- Château la Mouline (cru bourgeois supérieur) ;
- Château Pomeys.

Autres producteurs :
- Château Anthonic
- Château Bouqueyran
- Château Branas Grand Poujeaux
- Château Brillette
- Château Caroline
- Château Chasse-Spleen
- Château Chemin Royal
- Château Duplessis
- Château Dutruch Grand Poujeaux
- Château Granins Grand Poujeaux
- Château Graveyron Poujeaux
- Château Gressier Grand Poujeaux
- Château La Garricq
- Château Malmaison
- Château Maucaillou
- Château Mauvesin-Barton
- Château Moulin à Vent
- Château Moulis
- Château Myon de L’enclos
- Château Poujeaux

### Dégustation
Le moulis est un vin rouge sombre ; sa couleur pourpre se teinte de nuances acajou en vieillissant.
Les arômes fruités (cassis, mûre, prune), épicés (vanille) ou empyreumatiques (caramel, toasté) sont typiques.
En bouche, la présence tannique demande une certaine évolution, variable selon les millésimes, de trois à plus de dix ans. Ce vin est puissant et généreux.
C'est un vin rouge qui se marie très bien avec les viandes rouges. Selon Pierre Casamayor, « leurs protéines amabilisent les tanins les plus virils. »